# Nageezi (Nuevo México)
Nageezi es un lugar designado por el censo ubicado en el condado de San Juan en el estado estadounidense de Nuevo México. En el Censo de 2010 tenía una población de 286 habitantes y una densidad poblacional de 7,83 personas por km².

## Geografía
Nageezi se encuentra ubicado en las coordenadas 36°14′47″N 107°45′4″O / 36.24639, -107.75111. Según la Oficina del Censo de los Estados Unidos, Nageezi tiene una superficie total de 36.54 km², de la cual 36.53 km² corresponden a tierra firme y (0.02%) 0.01 km² es agua.

## Demografía
Según el censo de 2010, había 286 personas residiendo en Nageezi. La densidad de población era de 7,83 hab./km². De los 286 habitantes, Nageezi estaba compuesto por el 0% blancos, el 0% eran afroamericanos, el 96.15% eran amerindios, el 0% eran asiáticos, el 0% eran isleños del Pacífico, el 0% eran de otras razas y el 3.85% pertenecían a dos o más razas. Del total de la población el 6.64% eran hispanos o latinos de cualquier raza.